# Ирокезка история
Ирокезка история е историята на Ирокезката лига, известна още като „Ирокезка конфедерация“, „Петте нации“, „Шестте нации“, „Народът от Дългия дом“, „Лига на ирокезите“ или просто като ирокези.
Ирокезката лига е от пророка Миротвореца (Skennenrahawi) и Правещия реки (по-известен като „Хаяуата“, Hiawatha), които обединяват под т. нар. „Велик закон на мира“ (Great Law of Peace) пет от ирокезките племена. Вследствие на военната си сила, както и на асимилационната си политика, в рамките на няколко столетия съюзът се превръща в доминираща сила в региона на Североизточните гори. По-късно, в периода на контакти с европейските заселници, ирокезите се сближават с английските колонизатори и застават на тяхна страна във войната им срещу Франция, което се оказва решаващ фактор за победата на Англия.
След обявяването независимостта на САЩ ирокезите, подобно на останалите индиански племена, са силно репресирани, земите им постепенно биват отнети, започва да се шири алкохолизъм, материален и духовен упадък. В края на 18 век се появява учението на пророка Прекрасното езеро (Ganioda’yo, Handsome Lake). Ирокезката духовност получава нов тласък и по този начин „Народът от Дългия дом“ успява да стъпи на крака и да се предпази от загубата на идентичност.
Днес ирокезите населяват няколко резервата в САЩ и Канада.

## Преди основаването на Лигата
Всичко, което се знае за ирокезите от периода преди идването на европейските заселници и особено от периода преди основанането на Лигата, е базирано единствено на племенните легенди, както и на оскъдните и често противоречиви археологически данни. Според тях всички ирокезки племена произхождат от един народ, подчинен и впоследствие поробен от адирондаките, народ говорещ език от алгонкинското езиково семейство. След дълъг период от време успяват да избягат от адирондаките и да се установят на юг – в днешните си земи. Там ирокезите се разделят на различни племена. Започва дълъг и кървав период на войни, през който всяко племе воюва с останалите племена (ирокезки и не ирокезки), извършват се множество зверства, включително и канибализъм.

## Основаване на Лигата
Тука е представена синтезирана легендата за основаването на Лигата. Според легендата се родило дете със специални сили, това бил Миротворецът. В някои от вариантите детето било заченато без физически баща (непорочно зачатие). Произходът на това дете също е противоречив – майка му била или хурон, или мохок. След като пораства, получава видение за това как войните могат да спрат и как хората могат да живеят в мир и разбирателство помежду си (Великия закон за мира). Напуска селото си и с „кану от камък, което не потъва“ пресича езерото Хурон и започва да обикаля ирокезките села, за да сподели своето видение. Поради говорния му дефект, хората не обръщат внимание на неговите думи, но по време на странстванията си Миротворецът среща снажен мъж (това бил Хаяуата), който тъкмо приготвя убит човек и се кани да го изяде. Миротворецът успява да убеди мъжа да се откаже от човекоядството, разкрива му своето видение и оттогава двамата започват заедно да проповядват Великия закон за мира. С помощта на ораторските способности на Хаяуата, четири от племената (мохок, каюга, сенека и онайда) се съгласяват да приемат Великия закон за мира. По това време главен вожд на онондага бил зловещ магьосник на име Тадодахо, който живеел на самотен остров в езеро и имал змии в косите. Той използвал своите магии, за да попречи на Великия закон за мира, но с общи усилия Миротворецът, Хаяуата и вождовете на ирокезките племена успели да надделеят над силата на Тадодахо и след като отрязали змиите от неговите коси, те положили основите на Ирокезката конфедерация.
Точната година на основаване на Лигата е спорна. Предположенията варират в широки граници – от 10 до 17 век.

## Първи контакти с белите заселници
След като установяват колонията си в Квебек, през 1609 г. французите достигат околностите на днешен Монреал. Там те намират обезлюдени територии – постоянните нападения на мохокски бойни отряди карат алгонкините и планинците (на френски: Montagnais) да напуснат тези места. Цел на французите е търговията с кожи, а потенциалните им партньори в търговията желаят помощ в борбата си срещу мохок. Това предизвиква французите да застанат на страната на ирокезките врагове. Така през юли 1609 Самюел дьо Шамплейн, придружаван от бойни отряди хурони, планинци и алгонкини, потегля на юг покрай бреговете на езерото Шамплейн. Когато срещат мохокски воини, френските пушки надвиват индианските оръжия и значителен брой мохокски вождове са убити. През следващата година Шамплейн се присъединява към друга атака срещу мохокско селище край река Ришельо. Мохок скоро отблъскват френските бойни редици, като използват дървени брони и залягат, точно преди изстрелването на френските пушки. Въпреки тези си успехи мохок са изтласкани от Свети Лаврентий и след 1610 г. алгонкините и планинците поемат контрол на тази области и търговията с кожи за следващите 20 години. Междувременно французите участват през 1615 г. в атака срещу онондага.

През следващите години французите плащат скъпо за намесата си в индианските войни, защото си навличат ирокезкия гняв. Основен проблем за ирокезите е намирането на стоманени оръжия и пушки, които можели да си набавят само чрез търговия с кожи със своите врагове – французите. Но този проблем скоро се решава, когато през 1610 г. холандски търговци достигат долината Хъдзън в щата Ню Йорк. По онова време мохок са притиснати от север (хурони, алгонкини и планинци) и от юг (сускеханок). 
Холандците предполагат, че зад всичко това стои политиката на Франция и помагат на мохок срещу сускеханок. По този начин те печелят мохок на своя страна. Но съществува и друг проблем – махиканите. Те населяват Хъдзън и по този начин блокират достъпа на мохок до холандските търговци, освен ако мохок не им плащат данък за преминаване през тяхната територия. Това никак не се харесва на мохок и често избухват войни. Тъй като това се отразява на търговията с кожи, холандците на няколко пъти са принудени да ги помиряват. Последват редица събития и войни, при които в крайна сметка през 1628 г. мохок побеждават махиканите и ги изтласкват източно от река Хъдсън. За да бъдат оставени в мирни взаимоотношения махиканите се заставят да плащат данък във вид на вампуми или поне да споделят печалбите си от търговията с делауерите от Лонг Айлънд. Холандците приемат победата на мохок и ги правят свой основен съюзник и търговски партньор. Земята на ирокезите заема важна стратегическа позиция – тя е на пътя между долината Хъдсън и кожите от Великите езера. Вече способни да принудят французите да стоят на север, ирокезите са готови да превземат френската търговия в Свети Лаврентий.

## Боброви войни
След установяването на белите заселници в североизточните гори, индианците започват усърдна търговия с белите търговци. Те разменят боброви и други ценни кожи срещу пушки, железни инструменти, одеяла и стъклени мъниста. Ирокезите не правят изключение: осъзнали предимствата на европейските оръжия, те засилват търговията и се стремят да ограничат достъпа на други племена до търговските центрове на европейците. Около 1650 г. популациите на животни с ценна кожа силно намалява в земите на ирокезите, в резултат на усиления лов от страна на индианските ловци, както и на белите трапери.
В стремеж да задоволят глада си към европейски стоки, ирокезите разширяват ловните си региони с чужди територии (предимно в Охайо). Местните племена са отслабени от множеството епидемии, дошли с белите заселници, не разполагат или разполагат с ограничено количество пушки и не успяват да окажат нужната съпротива. Повечето от тези племена изчезват от историческата карта на Северна Америка – една част от местното население е асимилирана, друга изтребена, а малки групи успяват да избягат. По този начин в периода 1650 – 1700 г. ирокезите завладяват обширни ловни територии.
Писмени сведения за Бобровите войни оставят йезуитските монаси в серия от писма и отчети.